# Billentyűzetkiosztás
A billentyűzetkiosztás a Billentyűzetek (írógép jellegű adatbeviteli eszközök) kialakítását írja le. A kialakítást több szemszögből lehet vizsgálni:  a gombok elhelyezkedése, a feliratozások valamint a társított funkciók.

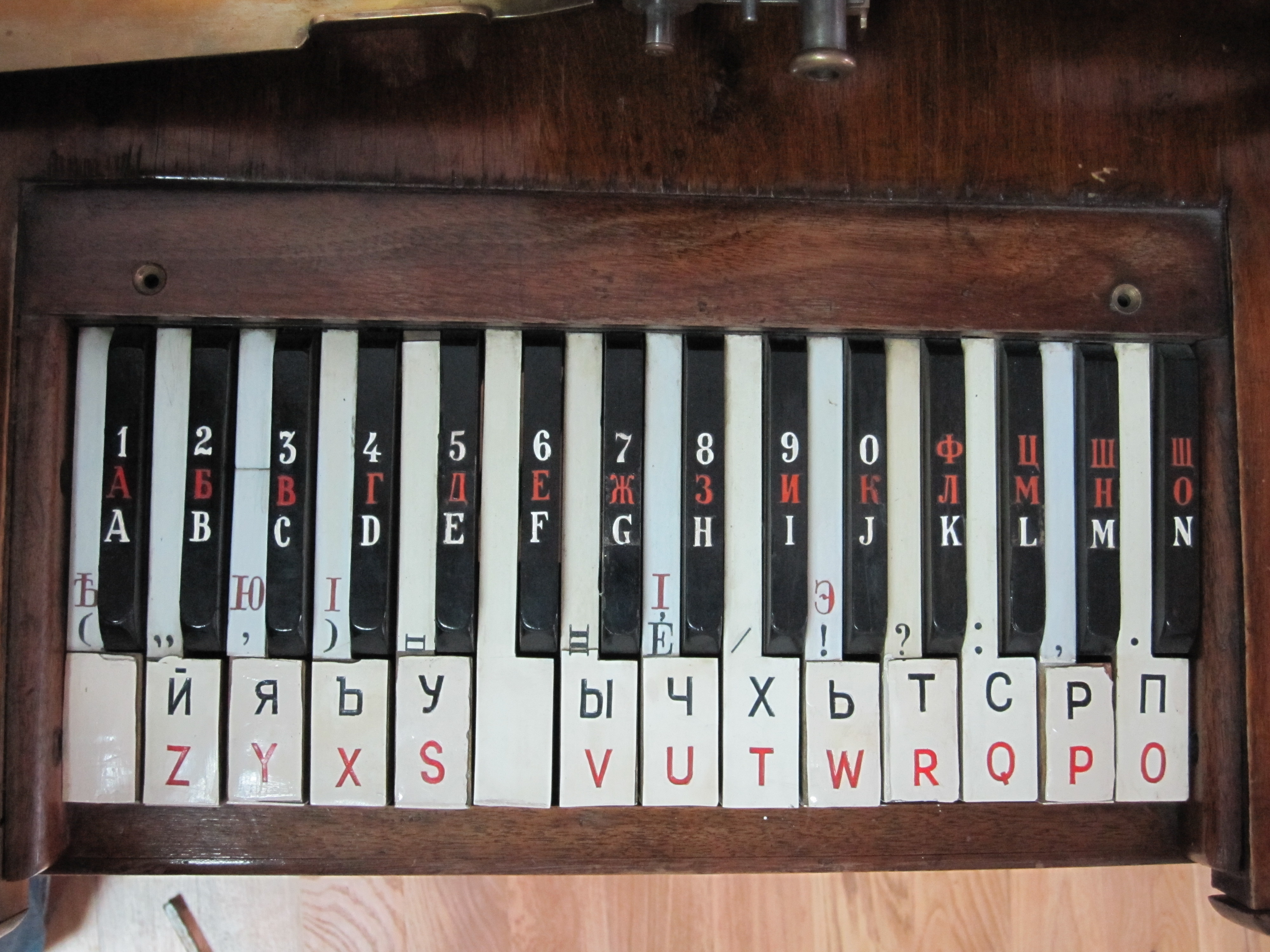
1900 körül használt szöveges távíró billentyűzete (Szentpétervár), Siemens & Halske gyártmány

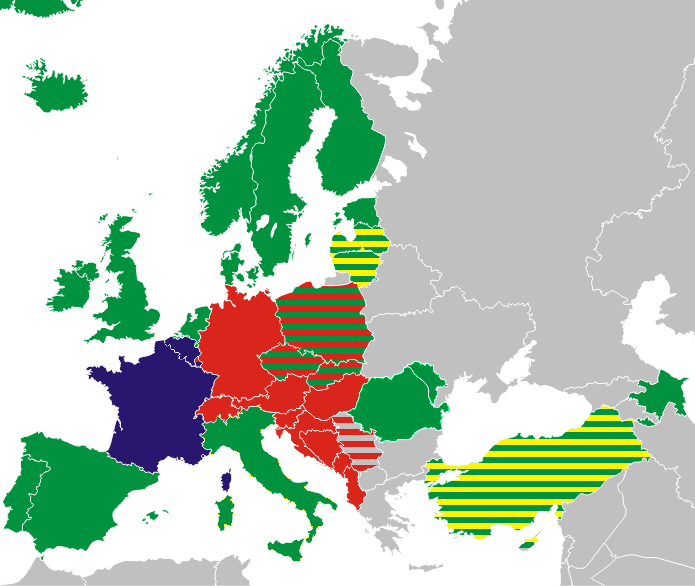
A különböző billentyűzetkiosztások földrajzi elterjedése Európában:
QWERTY
QWERTZ
AZERTY
Nemzeti kiosztások (Török FGĞIOD, Lett ŪGJRMV, Litván ĄŽERTY)
Nem latin karakterek

## Gombtípusok
Alfabetikus, numerikus, kiegészítő billentyűk: módosító billentyűk, állapotváltó gombok.

## QWERTY-alapú kiosztások latin karakterekhez

### QWERTY
A leggyakrabban használatos billentyűzetkiosztás.

#### Kanadai

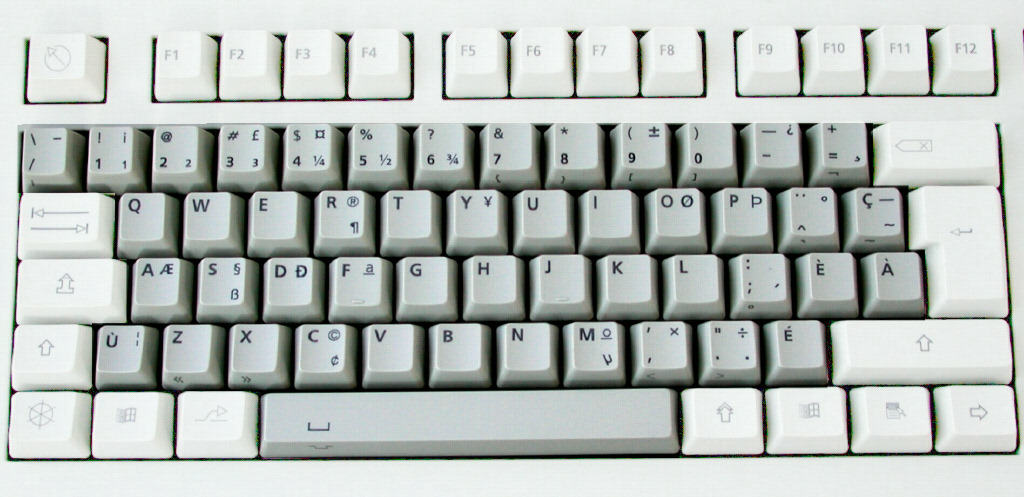
Az ACNOR billentyűzet

##### Kanadai többnyelvű alap

Kanadai többnyelvű alap billentyűzetkiosztás

##### Kanadai francia (Quebec)

Kanadai francia billentyűzetkiosztás

#### Cseh (QWERTY)

Cseh QWERTY billentyűzetkiosztás

#### Dán

Dán billentyűzetkiosztás

#### Holland

Holland (Netherlands) billentyűzetkiosztás

#### Észt

Észt billentyűzetkiosztás

Az észt billentyűzetkiosztás nagyon hasonló a svéd kiosztáshoz. 

#### Finn többnyelvű

Finn többnyelvű billentyűzetkiosztás

#### Izlandi

Izlandi billentyűzetkiosztás

#### Ír

Microsoft Windows Ír billentyűzetkiosztás

#### Olasz

Olasz billentyűzetkiosztás

#### Norvég

Norvég billentyűzetkiosztás

Norvég Sámi

#### Lengyel

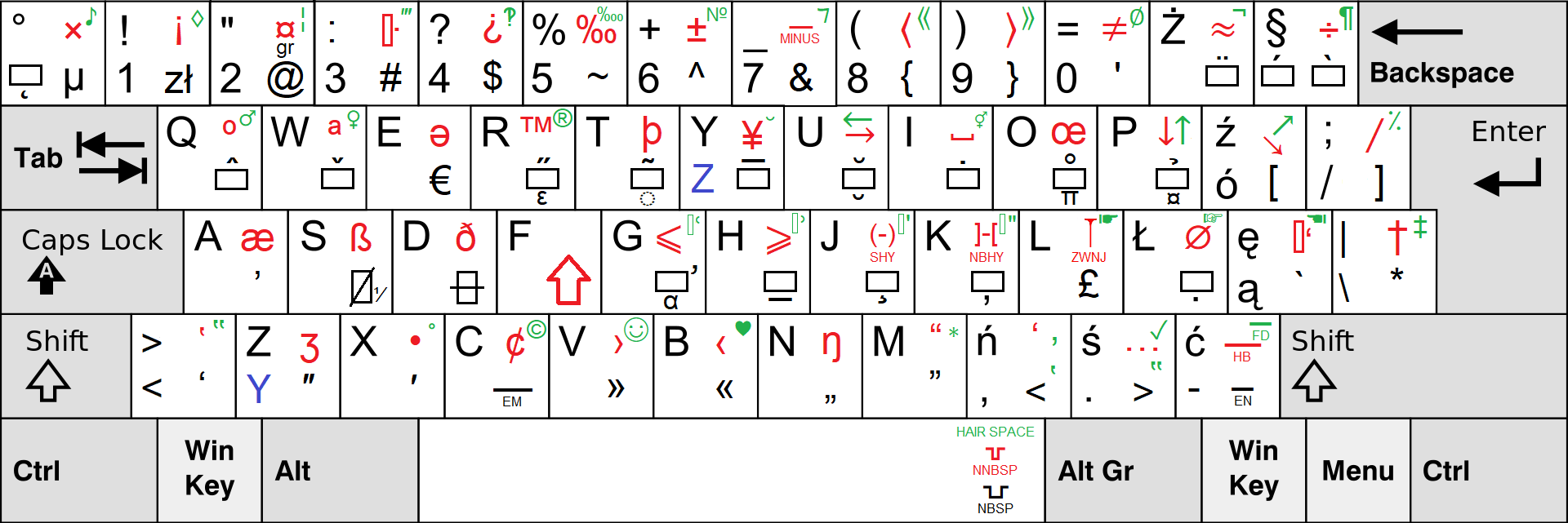
Lengyel billentyűzetkiosztás

##### Brazil

Portugál (Brazil) billentyűzetkiosztás

##### Portugál

Portugál (Portugal) billentyűzetkiosztás

#### Román

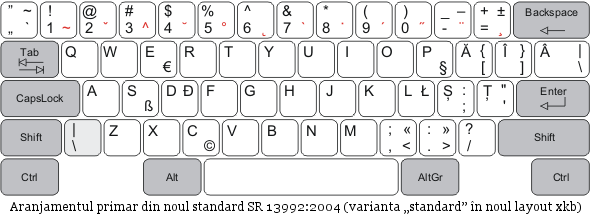
Román billentyűzetkiosztás

#### Szlovák (QWERTY)

Szlovák QWERTY/Z billentyűzetkiosztás

##### Spanyol, a.k.a. Spanyol (nemzetközi egyszerűsített)

Spanyol billentyűzetkiosztás

##### Latin-amerikai

Latin-amerikai spanyol billentyűzetkiosztás

#### Svéd

Svéd Windows billentyűzetkiosztás

#### Török (Q-billentyűzet)

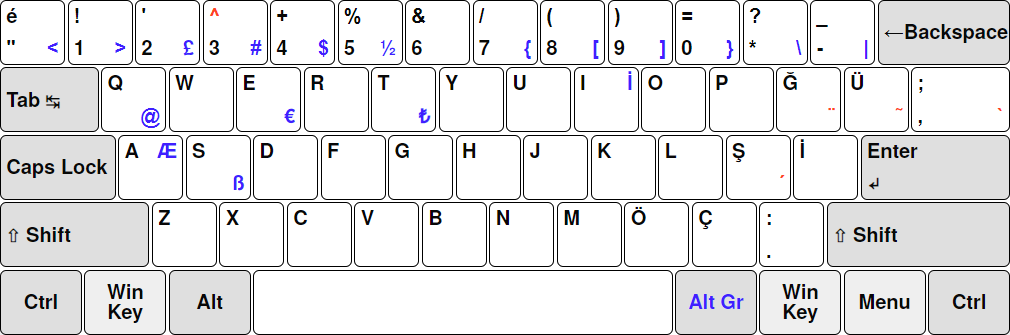
Török Q-billentyűzetkiosztás

#### Egyesült Királyság

Egyesült Királyság és Ireland (kivéve Windows) billentyűzetkiosztás

Brit angol változata az Apple billentyűzetének

#### Amerikai Egyesült Államok

Amerikai Egyesült Államok billentyűzetkiosztás

##### US-nemzetközi

US-nemzetközi billentyűzetkiosztás

##### Apple nemzetközi angol billentyűzet

Apple nemzetközi angol billentyűzet

#### Vietnámi

Vietnámi billentyűzetkiosztás

#### Lett
Apostrophe, LV: Ice3, <http://apostrophe.ice3.lv/>. Hozzáférés ideje: 2012-07-11.

#### Feröer

Feröer billentyűzetkiosztás

Lásd még: Dánia.

### QWERTZ
A QWERTZ vagy QWERTZU billentyűzet egy széles körben elterjedt, számítógépes és írógépes billentyűkiosztás, amit legfőképp a germán eredetű nyelveknél és Közép-Európában használnak. A név a bal felső sarok első hat betűjéből ered: Q W E R T és Z.
A QWERTY billentyűzetkiosztástól a "Z" és az "Y" felcserélésében tér el – mert a német nyelvben a "Z" többször fordul elő, mint az "Y", és mert a "T" és a "Z" sokszor egymás mellett jelenik meg. Az ékezetes magánhangzók is külön billentyűkön helyezkednek el, ezzel több írásjelt leszorítanak.
A QWERTZ billentyűzet kapcsán gyakran előkerül a "magzar billentz\yet ruley" mondat, ami a magyar kiosztásnak megfelelően, de angol billentyűzeten használt billentyűk leütésével keletkezett a QWERTZ kiosztást nem kedvelő informatikusok körében.

#### Német és osztrák

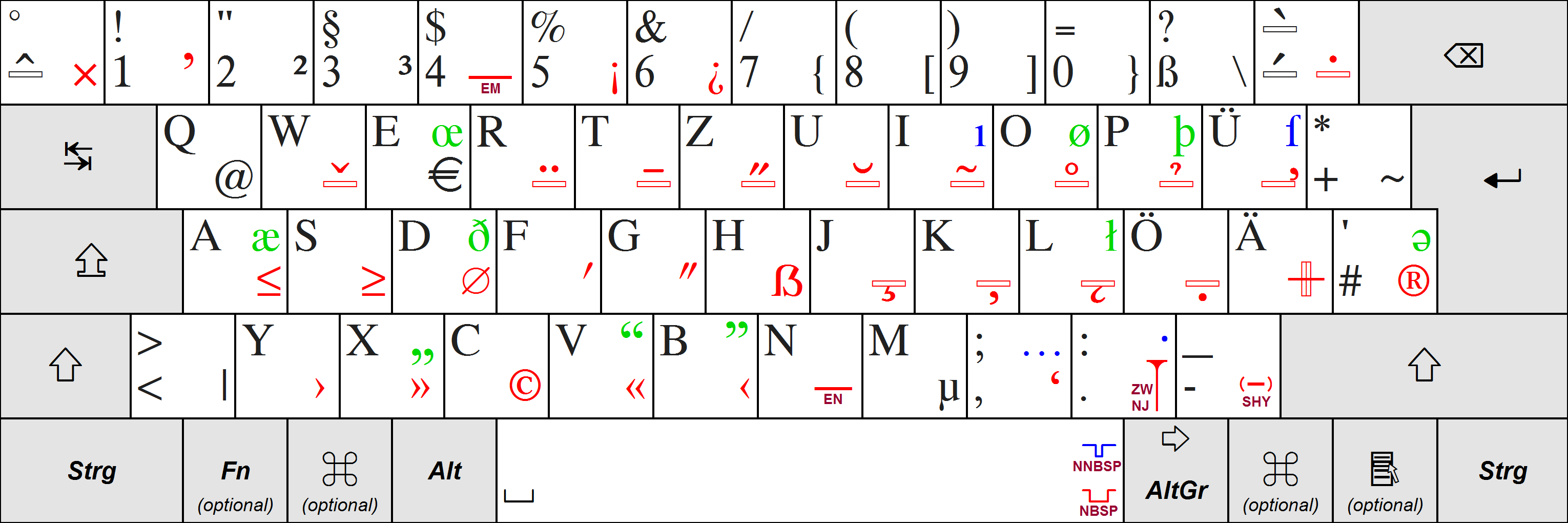
Német billentyűzetkiosztás “T2” a DIN 2137:2012-06 szabványa szerint.
The characters shown in black are present in the traditional ”T1” layout also.

#### Cseh (QWERTZ)

Cseh QWERTY/Z billentyűzetkiosztás

#### Magyar

Magyar billentyűzetkiosztás

Lengyel billentyűzet for typewriters according to PN-87.

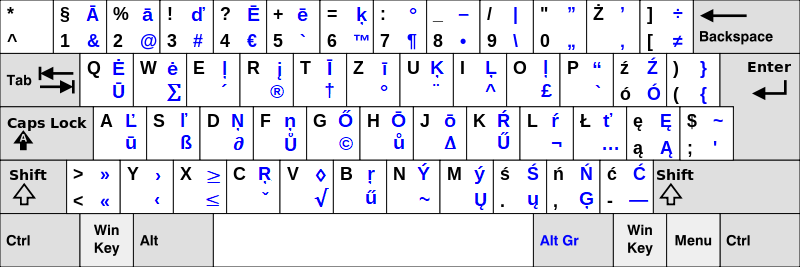
Lengyel billentyűzet QWERTZ used in Macintosh.

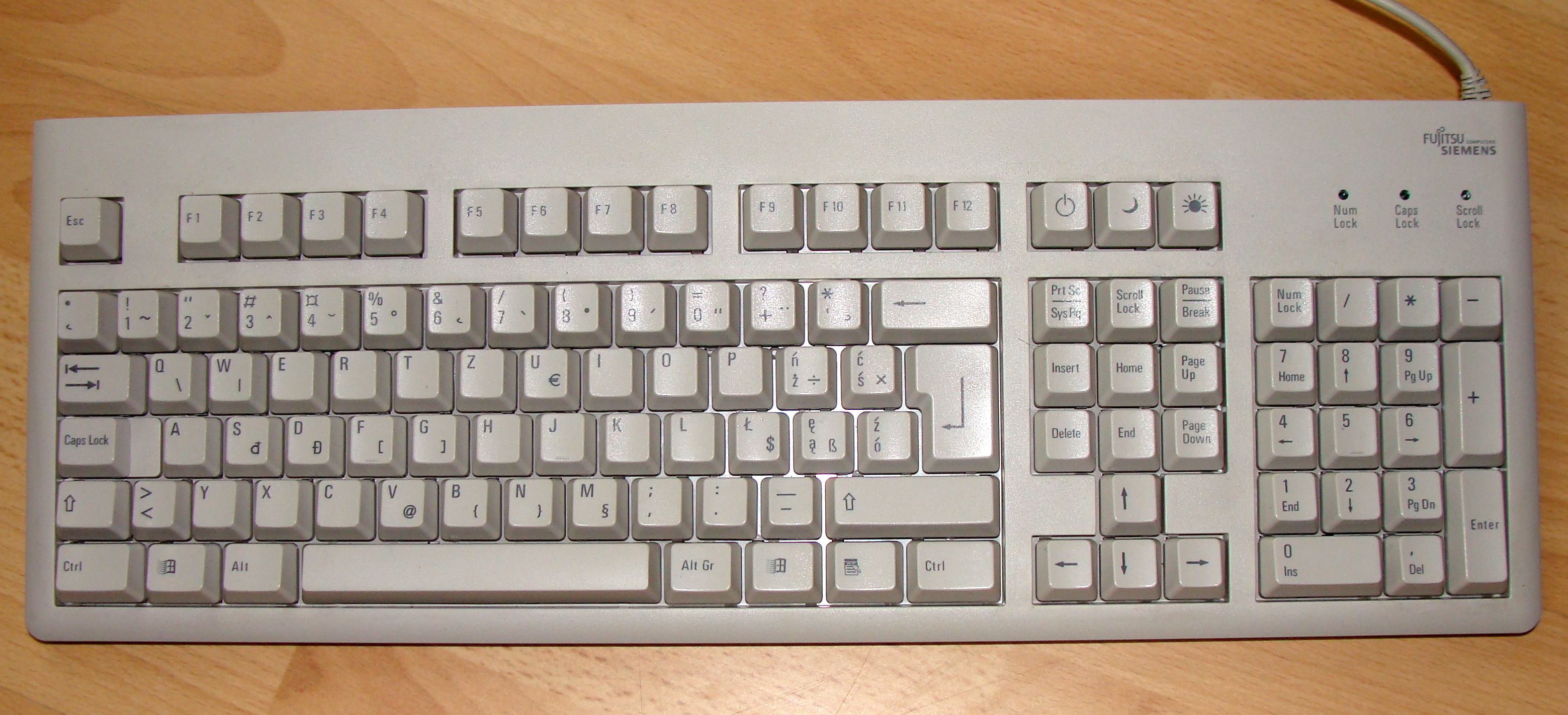
PL-214-es kiosztás az MS-Dos, Windows és Linux számára

#### Szlovák (QWERTZ)

Szlovák QWERTY/Z billentyűzetkiosztás

#### Dél-szláv Latin

Bosnyák, Horvát, Szerb és Szlovén billentyűzetkiosztás

#### Svájci, Liechtenstein-i, Luxemburgi

Swiss billentyűzetkiosztás

#### Francia

Francia billentyűzetkiosztás

#### Belga

Belga billentyűzetkiosztás

#### Tamazig (Berber)

Tamazig (Berber) billentyűzetkiosztás latin betűs íráshoz

### ĄŽERTY (Litván)
A litván billentyűzetek ĄŽERTY kiosztásúak, ahol az Ą a Q helyén, az A felett; Ž a W helyén, az S felett. A Q és W a jobb szélen illetve az AltGr konbinációval érhető el. A futó programoktól függően a litván szimbólumok a következő számokkal érhetőek el: 1 az Ą-hoz, 2 a Č-hez, 3 a Ę-hez, 4 a Ė-hez, 5 a Į-hoz, 6 a Š-hez, 7 a Ų-hoz, 8 a Ū-hoz és = a Ž-hez.

### QZERTY
A QZERTY kiosztás jellemző Olaszországra, ahol ez elterjedt az írógépeken.

### Dvorak

Dvorak kiosztás (amerikai)

August Dvorak 1936-ban szabadalmaztatta ergonomikusan tervezett kiosztását, amely azonban nem tudott nagyobb teret nyerni a kvázi-szabvány QWERTY kiosztás mellett.